# Discard (Band)
Discard war eine finnische Thrash-Metal-Band aus Joensuu, die im Jahr 2004 gegründet wurde und sich 2010 trennte.

## Geschichte
Die Band wurde Anfang 2004 von Gitarrist Ohto Jaatinen, Schlagzeuger Toni Ronkainen, Gitarrist Eero Kankkunen und Bassist Vellu Kuronen gegründet. Kurz danach kam Sänger Heikki Miettinen zur Besetzung und Bassist Vellu Kuronen verließ die Band wieder. Ihr erstes Demo Demo 2004 nahm die Band im Sommer 2004 auf und veröffentlichte es kurz vor Weihnachten. Anfang 2005 verließ Gitarrist Kankkunen die Band und wurde durch Janne Roiha ersetzt, welcher auch Demo 2004 produziert hatte. Kurze Zeit später kam Bassist Mikko Kytösaho zur Band. Bis zum Ende des Jahres arbeitete die Band an neuen Liedern und nahm im Dezember 2005 und Januar 2006 ein weiteres Demo Bury the Sun auf. Es folgten diverse Auftritte, bis die Band im Jahr 2007 einen Vertrag bei Shadow World Records unterschrieb, um ihr Debütalbum Carrion im selben Jahr zu veröffentlichen. Im Folgejahr verließ Sänger Heikki Miettinen die Band, sodass die Band an der geplanten Europatournee mit Gama Bomb und Bonded by Blood nicht teilnehmen konnte. Als neuer Sänger kam Tommi Virranta (Survivors Zero, ex-Deathchain) zur Band. Jedoch konnte dies nicht verhindern, dass die Band im Jahr 2010 zerbrach.

## Stil
Die Band spielt klassischen Thrash Metal, wobei die Musik mit den Werken von Genre-Kollegen wie Testament vergleichbar ist.

## Diskografie
- 2004: Demo 2004 (Demo, Eigenveröffentlichung)
- 2006: Bury the Sun (Demo, Eigenveröffentlichung)
- 2006: Carrion (Album, Shadow World Records)